# Chiesa di Santa Maria in Vico
La chiesa di Santa Maria in Vico era un edificio religioso che si trovava ad Avezzano, in Abruzzo. La chiesa andò completamente distrutta a causa del terremoto della Marsica del 13 gennaio 1915.

## Storia

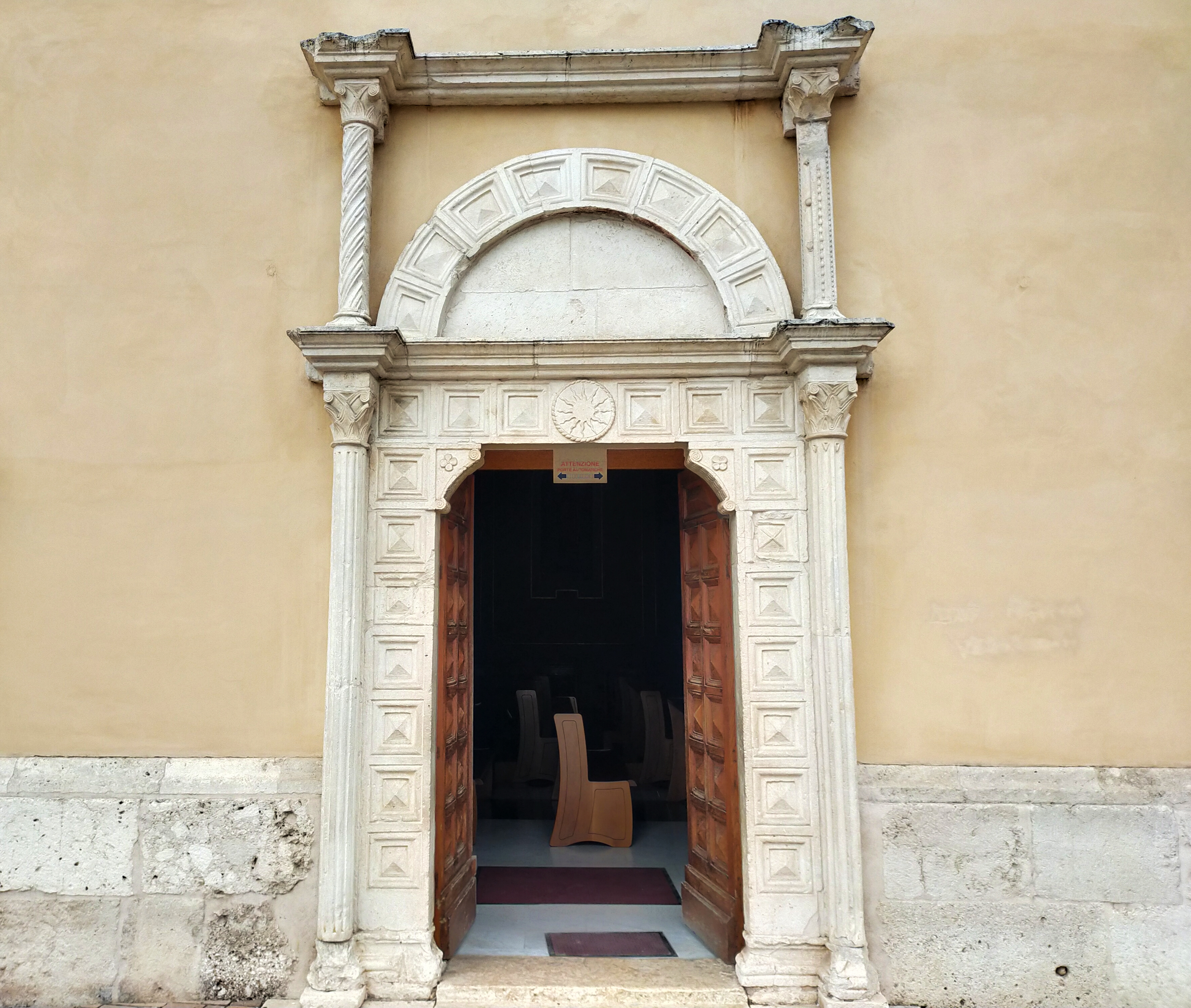
Portale di Santa Maria in Vico sulla facciata laterale della chiesa di San Giovanni Decollato

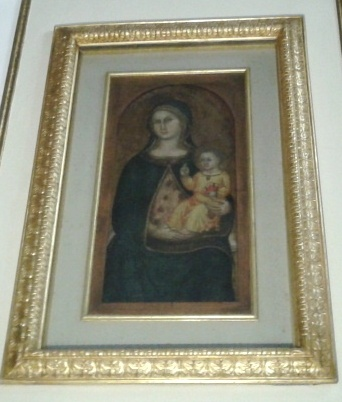
Quadro della Madonna di Vico ricavato dalla pala d'altare

L'edificio sacro si trovava lungo la contemporanea direttrice stradale, prossimo all'area situata tra l'ex vivaio del Corpo forestale dello Stato e il vecchio cimitero avezzanese e non distante dalla necropoli di Colle Sabulo tra Avezzano e Luco dei Marsi, in una località denominata Vico, toponimo che richiama il vicus di epoca romana.
Stando ai documenti storico-religiosi nella località di Vico esisteva già dal X secolo la chiesa di "S. Laurentius in Vico" inclusa tra le pertinenze del monastero di Santa Maria in Luco, così come riporta la Chronica sacri monasterii casinensis di Leone Marsicano. La bolla pontificia di Papa Pasquale II, datata 1115, attesta l'esistenza in Vico della chiesa di "S. Mariae", edificio di culto originario che dovette essere nelle forme assai semplice.
Nella seconda metà del XVI secolo la chiesa fu ricostruita dalle fondamenta, ad essa venne affiancato il convento dei frati cappuccini, edificato intorno al 1570.
La chiesa di Santa Maria in Vico fu in precedenza soggetta alla collegiata di San Bartolomeo insieme alle altre chiese rurali del territorio avezzanese, come la piccola chiesa di Sant'Andrea a Vicenna, la chiesa di San Nicola e quella di San Rocco.
Successivamente alle leggi soppressive degli ordini religiosi emanate poco dopo la proclamazione del Regno d'Italia il municipio di Avezzano destinò una parte dei terreni dell'ex convento alle funzioni cimiteriali, onde evitare l'abbandono degli edifici religiosi che furono affidati a un rettore unitamente alla custodia del camposanto. Il complesso religioso, sede di noviziato e studentato teologico fino al 1912, ospitò i capitoli provinciali del 1643, 1673, 1900 e 1906. 
La chiesa, prima di crollare a causa del terremoto della Marsica del 1915, fu dichiarata nel 1902 edificio monumentale degno di essere conservato, insieme alle distrutte chiese di San Nicola e della Santa Maria delle Grazie in Cese, al castello Orsini-Colonna e ai cunicoli di Claudio. Crollò completamente a seguito del sisma che causò la morte di sei persone, tra cui cinque frati.
Durante il periodo della ricostruzione di Avezzano, nel quartiere che ha preso il nome di Frati, venne riedificato nel 1920 il convento dei frati cappuccini, mentre due anni dopo venne consacrata la contigua chiesa del Sacro Cuore, intitolata dal 1971 a san Francesco d'Assisi. Nel 2020 la nuova chiesa è stata elevata a santuario diocesano con il titolo di "Madonna del Silenzio in San Francesco".

## Descrizione
Lo stile architettonico, dalle forme essenziali, presentava elementi gotici mescolati ad alcuni tipici dell'architettura romanica. A navata unica aveva tre campate regolari di forma quadrata, in una di esse che fungeva da presbiterio era posto l'altare risalente con ogni probabilità ai primi anni del Cinquecento e fatto realizzare dai Colonna, signori del feudo. Furono diversi i benefattori della chiesa, alcune opere furono donate dal nobile Giuseppe Porcari, mentre il capitano Francesco Marchetelli donò al convento l'ampio terreno circostante.
Le volte delle campate erano a forma di crociera ogivale, mentre ai lati dell'ingresso si trovavano quattro cappelle. La facciata in pietra concia era di forma rettangolare con finestra circolare sulla parte superiore ed era caratterizzata da un portale in cui stipiti, architrave ed arco di scarico risultano finemente lavorati. In particolare l'architrave presenta al centro un simbolo di san Bernardino da Siena. Due stemmi, di cui uno raffigurante il distintivo dell'ordine costantiniano di San Giorgio, impreziosivano la facciata della chiesa di Vico.
Due sarcofagi in pietra calcarea provenienti dal sito presso il cimitero di Santa Maria in Vico sono stati collocati nel giardino romantico del palazzo municipale unitamente a una olla acroma.

### Portale, quadro e tabernacolo
Il portale venne recuperato dalle macerie del sisma del 1915 insieme alla porzione della pala d'altare, originariamente un dipinto su tavola, secondo le prime fonti in stile bizantino realizzato da un autore ignoto tra il IX e il X secolo, stando invece a studi successivi risalente al tardo gotico del XV secolo. Raffigurante la "Madonna con Bambino in maestà", secondo le fonti antiche venne trasferito dalla chiesa di San Vincenzo di Penna e prima ancora dalla chiesa di Santa Maria in Penna. Il tabernacolo ligneo settecentesco fu attribuito a un intagliatore dei maestri cappuccini Marangoni. 
Successivamente al grande terremoto della Marsica, il portale fu aggiunto alla facciata laterale della chiesa di San Giovanni Decollato, ricostruita negli anni trenta, mentre dalla porzione della pala d'altare è stato ricavato il quadro (detto anche "quadro della Madonna di Vico") dopo il restauro operato tra il 1967 e il 1968 presso il museo di palazzo Venezia a Roma. L'icona fu collocata per un breve periodo nel museo diocesano capitolare di Velletri, per essere riportata nel 1952 a Roma dove alla fine degli anni sessanta venne realizzato il quadro che, nel 1972, fu rintracciato dall'artista Francesco Antonio Bianchi. Con decreto del 9 dicembre 1972, firmato dall'allora ministro della pubblica istruzione Oscar Luigi Scalfaro, l'opera venne riconsegnata il 23 dicembre dello stesso anno alla chiesa ricostruita nel quartiere Frati. Fu esposta al pubblico dal 18 febbraio 1973. 
Infine il tabernacolo settecentesco danneggiato dal sisma venne trasportato presso il museo centrale francescano a Roma dove, a seguito di lavori di restauro, è stato esposto fino al 1968 nel collegio internazionale di San Lorenzo da Brindisi.